# 克拉玛依市图书馆
克拉玛依市图书馆是位于中华人民共和国新疆维吾尔自治区克拉玛依市克拉玛依区的公共图书馆。2014年克拉玛依市图书馆新馆建成并对外开放。2018年克拉玛依市图书馆被评为国家一级图书馆。

## 历史
1964年，克拉玛依市文化馆建立，克拉玛依市图书馆当时位于市文化馆内，图书馆面积350平方米，藏书超过1万册。1986年，图书馆迁至克拉玛依市群众艺术馆内。此时藏书近2万册。1989年9月，位于准噶尔路的克拉玛依市图书馆大楼建成并于1990年向公众开放。
克拉玛依市图书馆大楼是东西向，高27米的6层建筑，图书馆建筑面积5750平方米。东侧有八角形的单层建筑，为儿童借阅室。西侧为船型建筑。到1995年，藏书超过12万册，年均接待读者超过13万人次。2001年，克拉玛依市开始建立书目数据库，实现自动化管理。克拉玛依市图书馆学会也于这一年建立。到新馆开建前，克拉玛依市图书馆藏书近20万册，报刊超过1400种，并配套有计算机、视听设备等设施。2010年10月，克拉玛依市图书馆新馆开始建设。

## 现状
2014年4月26日，克拉玛依市图书馆新馆向公众开放。克拉玛依市图书馆新馆位于中华人民共和国新疆维吾尔自治区克拉玛依市克拉玛依区世纪大道123号，克拉玛依文体中心的南侧。新馆建筑面积超过26000平方米，是高近31米的5层建筑，另有地下室1层。克拉玛依市图书馆的空间设计特点包括同层高、同柱距、同载荷以及大镂空天窗等。克拉玛依市图书馆新馆设有16个功能厅室，包括文献借阅中心、少儿文献借阅中心、幼儿娱教中心、期刊报纸阅览中心等，共有超过2000个阅览席位。截止2018年，克拉玛依市图书馆藏有纸质图书近105万册，电子图书26万册，视听光盘超过27000张。据2018年的统计，克拉玛依市图书馆馆藏书籍借阅量每年20万人次。另外，图书馆还开通了微信公众号并推出了电子图书、电子期刊借阅服务。克拉玛依市图书馆举办过图书沙龙、新春音乐会、经典诗词展等活动。克拉玛依市图书馆隶属于克拉玛依市文化体育广播电视和旅游局。截止2020年，克拉玛依市图书馆下设办公室、借阅部、活动部、技术部、采编部5个处室，共34名在职人员。2018年8月13日，中华人民共和国文化和旅游部将克拉玛依市图书馆列为国家一级图书馆。

## 图片
| - 克拉玛依市图书馆内部 - 克拉玛依市图书馆内部 - 克拉玛依市图书馆内部 - 克拉玛依市图书馆内部 |